# Jean-Paul Costa
Jean-Paul Costa (ur. 3 listopada 1941 w Tunisie, zm. 27 kwietnia 2023 w Dordogne) – francuski prawnik, w latach 1998-2011 sędzia Europejskiego Trybunału Praw Człowieka (ETPC), w latach 2007-2011 przewodniczący Trybunału.

## Życiorys

### Wykształcenie i kariera zawodowa
Pierwsze szesnaście lat życia spędził w Tunezji, którą opuścił w 1957, gdy przestała być francuskim terytorium zależnym. Studiował w Instytucie Nauk Politycznych w Paryżu oraz na Wydziale Prawa ówczesnego Uniwersytetu Paryskiego, następnie kontynuował edukację w École nationale d'administration (ENA). W 1966 został członkiem Rady Stanu, gdzie (z przerwami) zajmował różne stanowiska aż do 1998 roku. Od 1981 do 1984 pełnił funkcję dyrektora gabinetu ministra edukacji narodowej. W latach 1985–1986 był głównym francuskim negocjatorem traktatu między Francją a Wielką Brytanią w sprawie budowy Eurotunelu, a po jego podpisaniu przez trzy lata zasiadał w komisji międzyrządowej nadzorującej tę inwestycję. 
W 1998 został powołany w skład ETPC, zaś w 2007 wybrany na przewodniczącego Trybunału. Oficjalnie objął to stanowisko 19 stycznia 2007. Okres jego pracy w ETPC dobiegł końca w dniu 3 listopada 2011. Od stycznia 2012 jest prezesem Międzynarodowego Instytutu Praw Człowieka im. René Cassana. 

### Kariera akademicka
W latach 60. i 70. wykładał w Instytucie Nauk Politycznych w Paryżu oraz w ENA. W latach 1985–1989 był profesorem w Międzynarodowym Instytucie Administracji Publicznej, a następnie przez trzy lata wykładał na Uniwersytecie w Orleanie. W latach 1992–1998 pracował naukowo i dydaktycznie na Université de Paris I. 